# Kepa (fiume)
La Kepa (in russo Кепа?; nel corso superiore Talviëki) è un fiume della Russia europea settentrionale, affluente di sinistra del Kem'. Scorre nel Kaleval'skij rajon della Repubblica di Carelia.
Nasce come emissario del piccolo lago Tajavijarvi, all'estremità sud-orientale dell'area di rilievi chiamata Manselkja; scorre dapprima con direzione sud-orientale, assumendo successivamente, a valle del piccolo centro di Kepa, direzione mediamente meridionale. Sfocia nel Kem' in corrispondenza del piccolo lago Kuljanjarvi, uno dei moltissimi formati dal fiume nel suo corso.
La Kepa è gelata, mediamente, da novembre a fine aprile/primi di maggio; nei mesi estivi e autunnali le sue acque vengono utilizzate per la fluitazione del legno.

## Collegamenti
- Grande enciclopedia sovietica, su bse.sci-lib.com.
- Mappa:  Q-35_36 (JPG), su maps.vlasenko.net. URL consultato il 30 settembre 2021.